# Cornelius Anckarstjerna
Cornelius Anckarstjerna (geboren als Cornelius Thyssen, * 25. Januar 1655 in Stockholm; † 21. April 1714 auf Schloss Knutstorp, Provinz Skåne län) war ein schwedischer Admiral und Freiherr.

## Familie
Anckarstjerna war Sohn des Kapitäns zur See Didrik Thyssen. Er war wahrscheinlich verwandt mit Martin (Thyssens) Anckarhjelm, welcher zur gleichen Zeit geboren sein muss und ebenfalls in die Dienste der schwedischen Marine trat.
Anckarstjerna war zweimal verheiratet. Die erste Ehe ging er mit Elisabeth Kröger ein, Tochter von Vizeadmiral Otto Siöstierna. Nach deren Tod heiratete er die Tochter von Gustaf Adolph Sparre. Ihr Name war Margareta Elisabet und sie lebte von 1671 bis 1724.

## Militärische Laufbahn
Als sehr junger Mann erlernt Anckarstjerna die Seefahrt und wurde als Bootsmann in die schwedische Marine aufgenommen. Am 26. Oktober 1678 wurde er in den Adelsstand erhoben und erhielt den Namen Anckarstjerna vom schwedischen König Karl XI. verliehen. Einen großen Anteil an dieser Ernennung hatte wahrscheinlich die erbitterte Verteidigung des Schiffes Kalmar Kastell während eines Gefechtes mit der dänischen Marine. Als Kapitän dieses Schiffes weigerte sich Anckarstjerna, das Schiff der dänischen Flotte zu übergeben. Als der Kampf aussichtslos erschien, versenkte er das Schiff, damit es nicht in die Hände der Dänen fiel.
Am Ende der Regentschaft von Karl XI. wurde er am 27. Januar 1692 zum Admiral ernannt und in den Freiherrenstand erhoben.

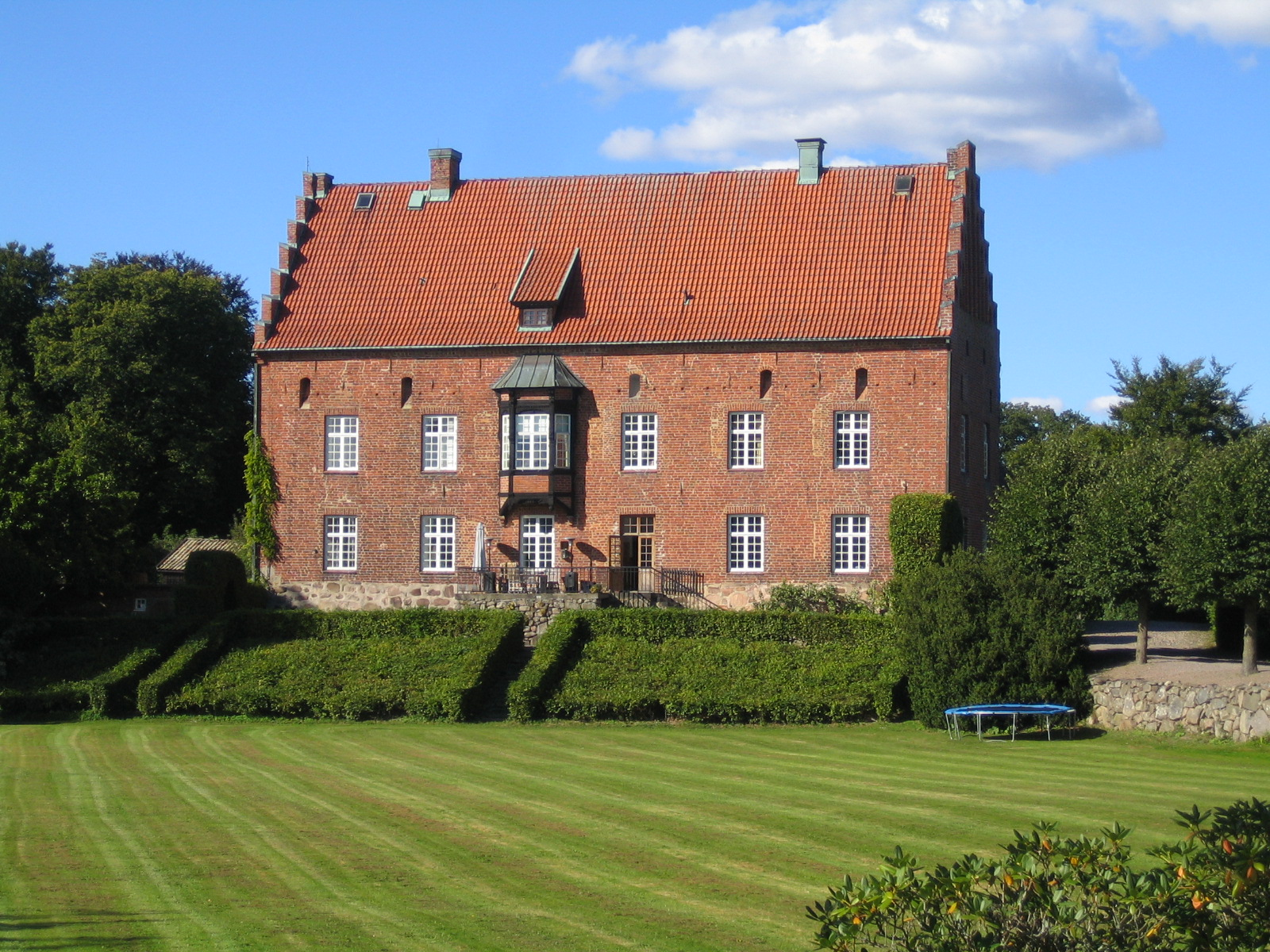
Schloss Knutstorp

Während der Landung bei Humlebæk im Jahre 1700 hatte Anckerstjerna das Kommando über die gesamte schwedische Flotte. Die Flotte unterstützte die Invasion der schwedischen Armee, unter dem Kommando des neuen schwedischen König Karl XII., auf der dänischen Insel Seeland. Des Weiteren hatte er das Kommando über die Flotte, welche den schwedischen König im Herbst nach Livland brachte.
Im Jahre 1704 versuchte Anckerstjerna gemeinsam mit dem schwedischen General Georg Johann Maydell, die neue Hauptstadt Russlands Sankt Petersburg zu erobern. Er segelte mit 22 Kriegsschiffen, bestückt mit 462 Kanonen, vor die Festung in der Mündung der Newa und begann mit dem Beschuss. Die Eroberung schlug fehl, denn die Infanterie unter Maydell schaffte es nicht, den Belagerungsring um die Stadt zu schließen, und zog sich zurück.
Am 29. Dezember 1712 nahm er seinen Abschied vom militärischen Dienst und wurde zum Generalleutnant ernannt.
Er starb 1714 auf seinem Anwesen im Schloss Knutstorp.